# 日本電音
日本電音株式会社（にほんでんおん）は、大阪府枚方市に本社を置く音響機器・音響放送機器を製造販売する企業。

## 会社概要
音響機器メーカーの一社。特にスピーカーに強みを持つ。主にホール、鉄道駅、美術館など公共施設のPAシステムや、地方自治体の行政無線システムなども手掛ける。
販売会社としてユニペックス株式会社を有し、「UNI-PEX」の商標で販売をおこなっている。

## UNI-PEXの発車メロディ
東日本旅客鉄道（JR東日本）が1990年頃より本格的に発車メロディを導入するにあたって、日本電音はJR東日本に駅自動放送装置の供給とセットで発車メロディの供給も行った。大別して同社オリジナルで作曲されたものの6曲と宗次郎作曲のものをアレンジしたものの4曲がある。しかし後者は、契約上の関係で現在は発車メロディとしては使用されていない。「清流」はその後も鶴岡駅で接近メロディとして採用されていたが、2023年9月22日をもって使用を終了した。以下は、株式会社スイッチの運営する鉄道モバイルと駅メロベストセレクションに記載されている曲名と分類や使用駅を記述するが、その他にも様々な種類が使用されている場合がある。

### UNI-PEXのオリジナル楽曲
- せせらぎ

代表的な使用駅は品川駅。なお、スイッチの公式サイトでは言及されていないが、通常のバージョン以外にも使用されたことのあるバージョンがいくつかある。
- 春

代表的な使用駅は大塚駅、巣鴨駅、目白駅。標準のバージョン以外にもトレモロバージョン、音飛びバージョン、高音バージョン、高音トレモロバージョンが存在している。なお、スイッチの公式サイトでは言及されていないが、この5つのバージョン以外にも使用されたことのあるバージョンがいくつかある。
- 高原

代表的な使用駅は赤羽駅、青森駅。低音バージョンと高音バージョンが存在している。なお、スイッチの公式サイトでは言及されていないが、この2つのバージョン以外にも使用されたことのあるバージョンがいくつかある。
- 草原

現在は大原駅でのみ使用されている。通常のバージョンの他にホイッスル入りのバージョンも存在している。なお、スイッチの公式サイトでは記述されていないがこの2つ以外にもバージョンがいくつか存在している。
- 春風

新橋駅などで使用されていたが、松戸駅を最後に、2025年2月27日消滅。なお、スイッチの公式サイトでは言及されていないが、通常のバージョン以外にも使用されたことのあるバージョンがある。
- 陽だまり

現在は北千住駅のみで使用されている。なお、スイッチの公式サイトでは言及されていないが、通常のバージョン以外にも使用されたことのあるバージョンがある。

その他に、北千住駅でのみ使用されている曲名不明の曲が3つある。

### 宗次郎の楽曲
- 雲を友として

駒込駅や巣鴨駅、池袋駅などをはじめ首都圏各地の駅で使用されていた駅メロ黎明期の楽曲。2014年3月の高崎問屋町駅を最後に使用を終了した。スイッチの公式サイトでは記述されていないが、駅によって長さが異なり、一部の駅では音色が違うものも使用されていた。　
- 清流

「雲を友として」とペアで首都圏各地の駅で使用されていた駅メロ黎明期の楽曲。スイッチの公式サイトでは記述されていないが、駅によっては長さが異なり、一部の駅では音色が違うものも使用されていた。2014年3月以降イベント以外では発車メロディーとしての使用はされていない。鶴岡駅での接近メロディーとしての使用も2023年9月に終了した。
- 四季〜愛しき子供たちへ〜

松戸駅などで使われていたが、馬橋駅を最後に2005年3月消滅。元々は日本香堂のCM曲である。
- こころ

池袋駅や柏駅などで使われていたが、2005年3月消滅。

## 入線メロディ
西日本旅客鉄道（JR西日本）広島支社では、JR東日本で使用されている発車メロディを山陽本線や呉線の一部の駅にて接近メロディとして使用していたが、2012年までにはすべて広島支社独自のメロディに置き換えられた。
- 春（現在不使用）

山陽線の南岩国駅、由宇駅、大畠駅 - 田布施駅、光駅、下松駅、徳山駅、新南陽駅、下関駅で下り線用として使用されていた。さらに以前は横川駅 - 大竹駅間（前空駅を除く）の各駅でも使用されていた。
- せせらぎ（現在不使用）

春使用駅で春とセットで上り線用に使用されていた。
- 草原（現在不使用）

呉線の忠海駅、竹原駅、安芸津駅、安浦駅、安芸川尻駅で上り線用として2007年ごろまで使用されていた。
- 高原（現在不使用）

呉線の草原使用駅で草原とセットで下り線用に使用されていた。
- 雲を友として（現在不使用）

厚狭駅の美祢線ホームと横川駅の可部線ホームで使用されていた。
- 清流（現在不使用）

岩国駅で使用されていた。